# Choi Sook-Ie
Choi Sook-Ie (en coreano: 최숙이; 17 de febrero de 1980) es una deportista surcoreana que compitió en judo.
Ganó una medalla en el Campeonato Mundial de Judo de 1999, y cinco medallas en el Campeonato Asiático de Judo entre los años 2000 y 2004. En los Juegos Asiáticos de 2002 consiguió una medalla de plata.

## Palmarés internacional
| Campeonato Mundial  | Campeonato Mundial       | Campeonato Mundial | Campeonato Mundial |
| Año                 | Lugar                    | Medalla            | Categoría          |
| ------------------- | ------------------------ | ------------------ | ------------------ |
| 1999                | Birmingham (Reino Unido) | Medalla de bronce  | Abierta            |
| Juegos Asiáticos    |                          |                    |                    |
| Año                 | Lugar                    | Medalla            | Categoría          |
| 2002                | Busan (Corea del Sur)    | Medalla de plata   | +78 kg             |
| Campeonato Asiático |                          |                    |                    |
| Año                 | Lugar                    | Medalla            | Categoría          |
| 2000                | Osaka (Japón)            | Medalla de plata   | Abierta            |
| 2001                | Ulán Bator (Mongolia)    | Medalla de plata   | +78 kg             |
| 2001                | Ulán Bator (Mongolia)    | Medalla de plata   | Abierta            |
| 2003                | Jeju (Corea del Sur)     | Medalla de plata   | +78 kg             |
| 2004                | Almatý ( Kazajistán)     | Medalla de bronce  | +78 kg             |